# Karanténa ve Španělsku v roce 2020

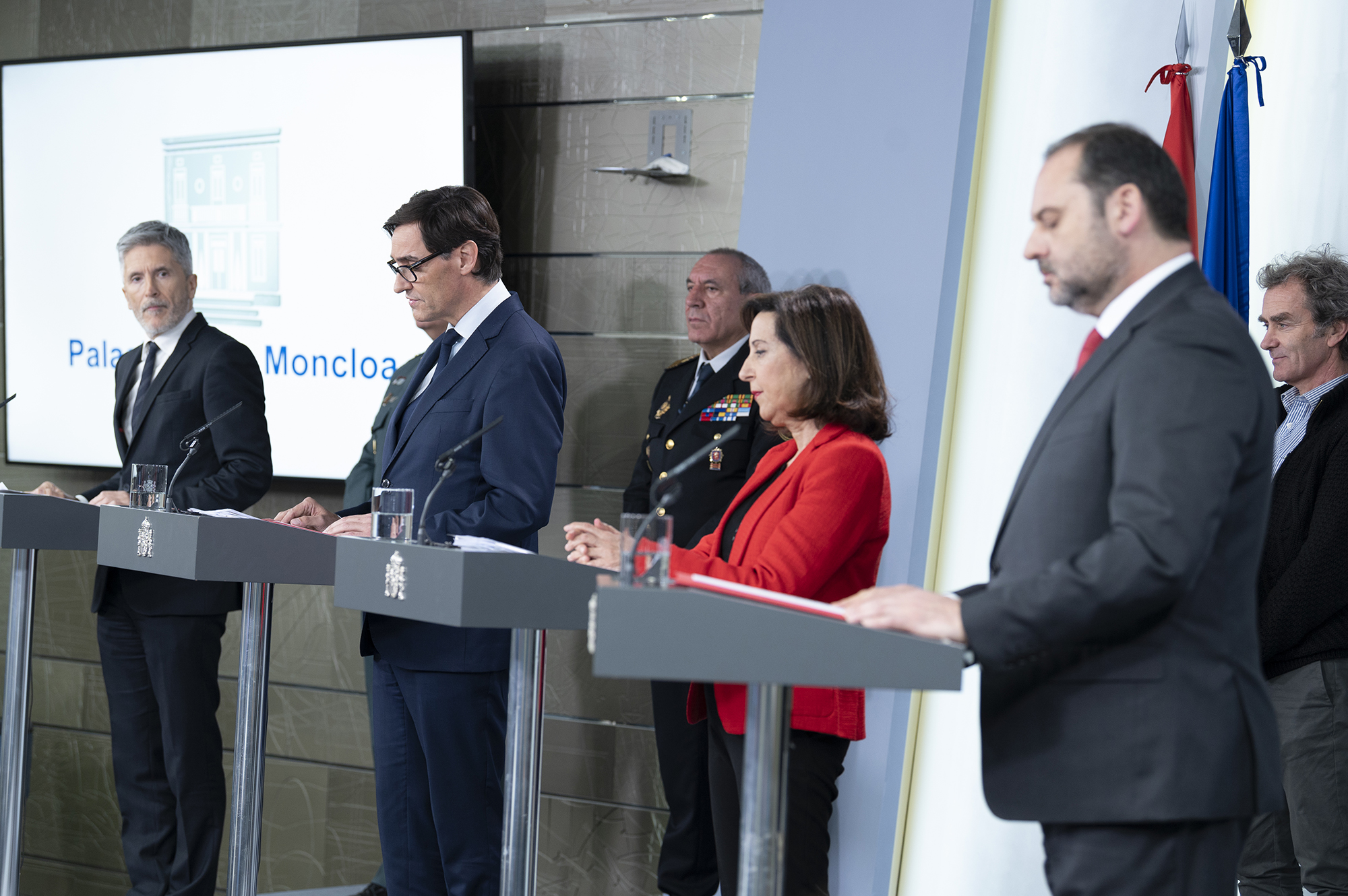
Ministři v průběhu konference den po vyhlášení stavu ohrožení

Karanténa ve Španělsku v roce 2020 je souborem omezení zaváděných španělskými vládami a centrální vládou v souvislosti s pandemií covidu-19. V reakci na rostoucí počet případů covidu-19 během pandemie 2020 španělská vláda na mimořádném zasedání v sobotu 14. března 2020 vyhlásila stav poplachu, který vedl k zavedení karantény.
Opatření, které vstoupilo v platnost v neděli 15. března o půlnoci, bylo jedním z nouzových opatření ke snížení nákazy.

Tato karanténa zavázala všechny Španěly, obyvatele Španělska a zahraniční občany, s výjimkou diplomatů, aby zůstali uzamčeni ve svých obvyklých bydlištích, s výjimkou různých situací, jako je obstarávání jídla a léků, chození do práce nebo účast na výjimečných situacích. Omezení rovněž zahrnovala uzavření nepodstatných obchodů, barů, restaurací, nočních klubů, kaváren, kin, maloobchodních a komerčních podniků. Ve skutečnosti se mnoho španělských společností a malých a středních podniků muselo uchýlit k legislativnímu kroku ERTE, aby dočasně pozastavily zaměstnání svých zaměstnanců.

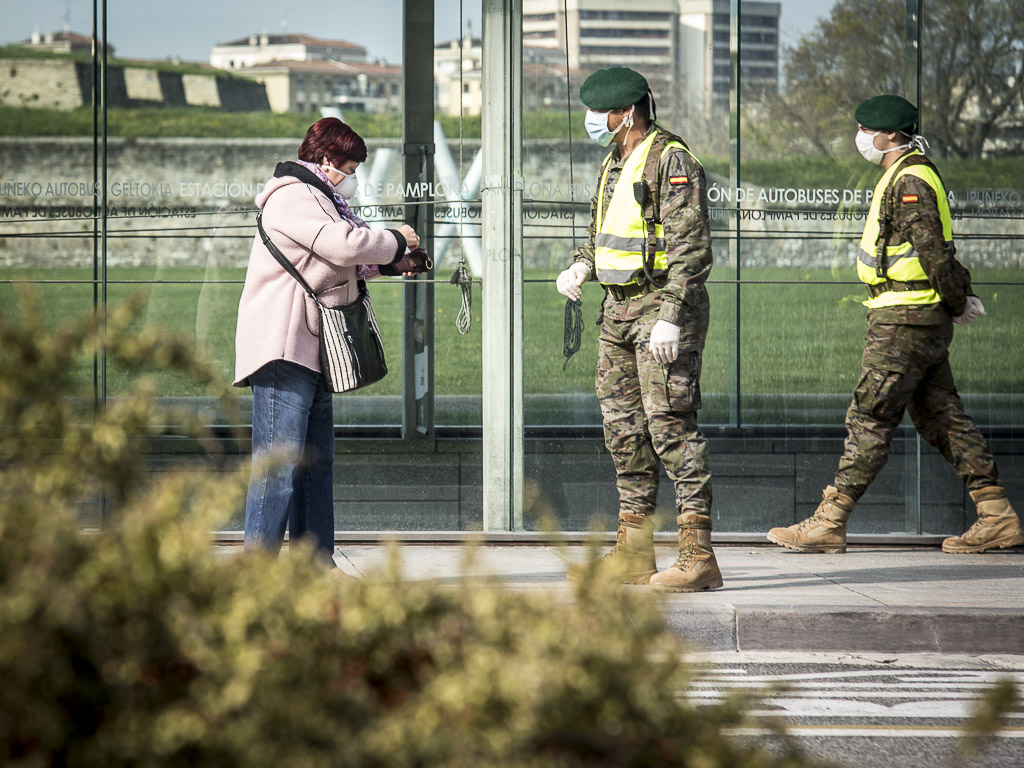
Nový zákon omezuje opuštění domu a umožňuje případy, jako je nákup potravin nebo léků.

Po oznámení následovalo významné zvýšení počtu potvrzených případů covidu ve Španělsku, které vzrostly o 66 %, přičemž k 13. březnu 2020 bylo zaznamenáno 5 232 případů. Podle premiéra španělské vlády Pedra Sáncheze muselo být učiněno mimořádné rozhodnutí, aby se Španělsko vypořádalo s touto „zdravotní, sociální a hospodářskou krizí“.
Část španělského obyvatelstva měla potíže s dodržováním opatření. Od 20. března bylo vzneseno 31 100 stížností na jejich nedodržování a zadrženo bylo 315 osob za vážnou neposlušnost vůči moci veřejné.

## Karanténa

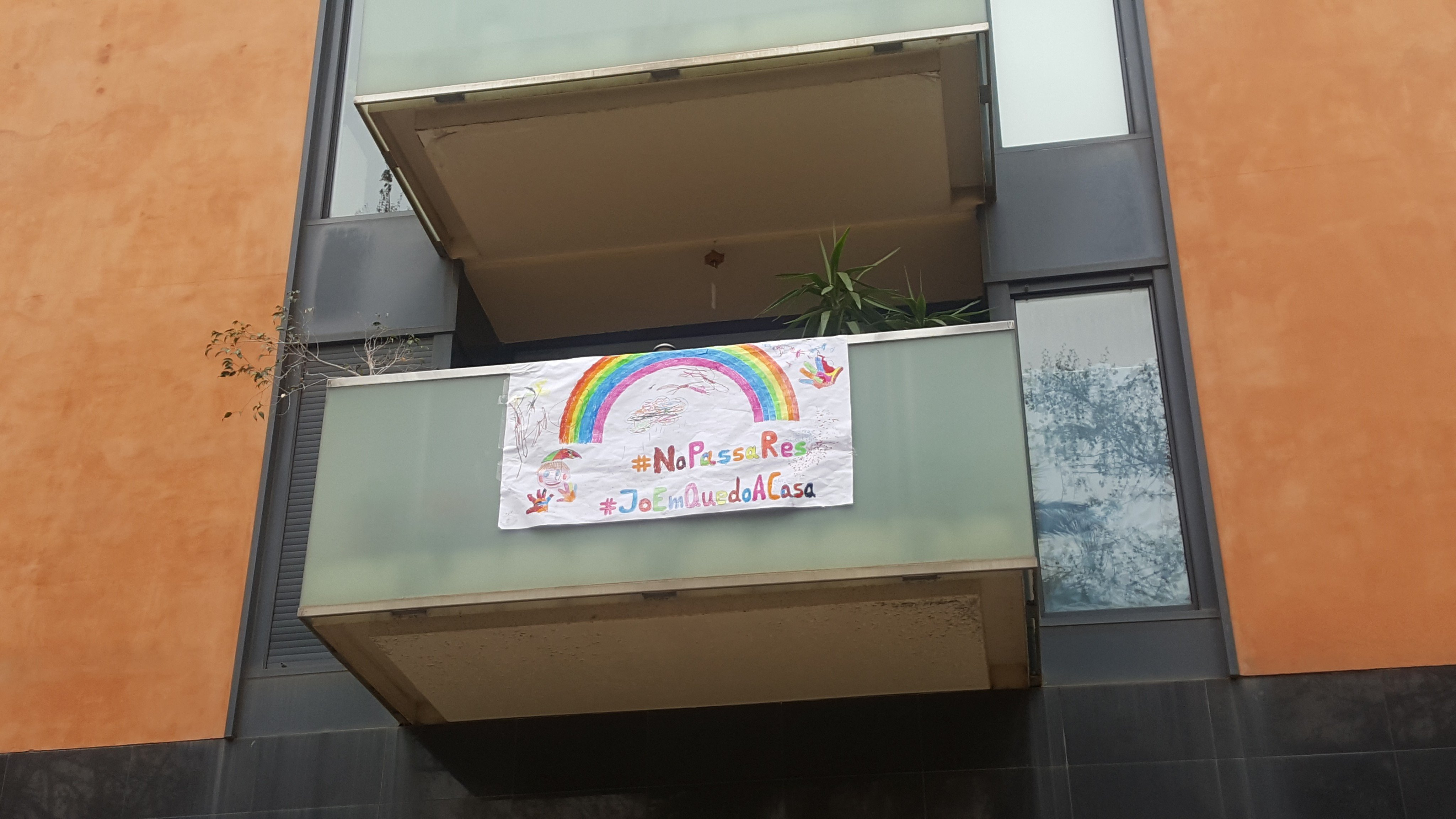
Balkon v Barceloně s prohlášením, které naléhá na lidi, aby zůstali doma s heslem #Zůstávámdoma

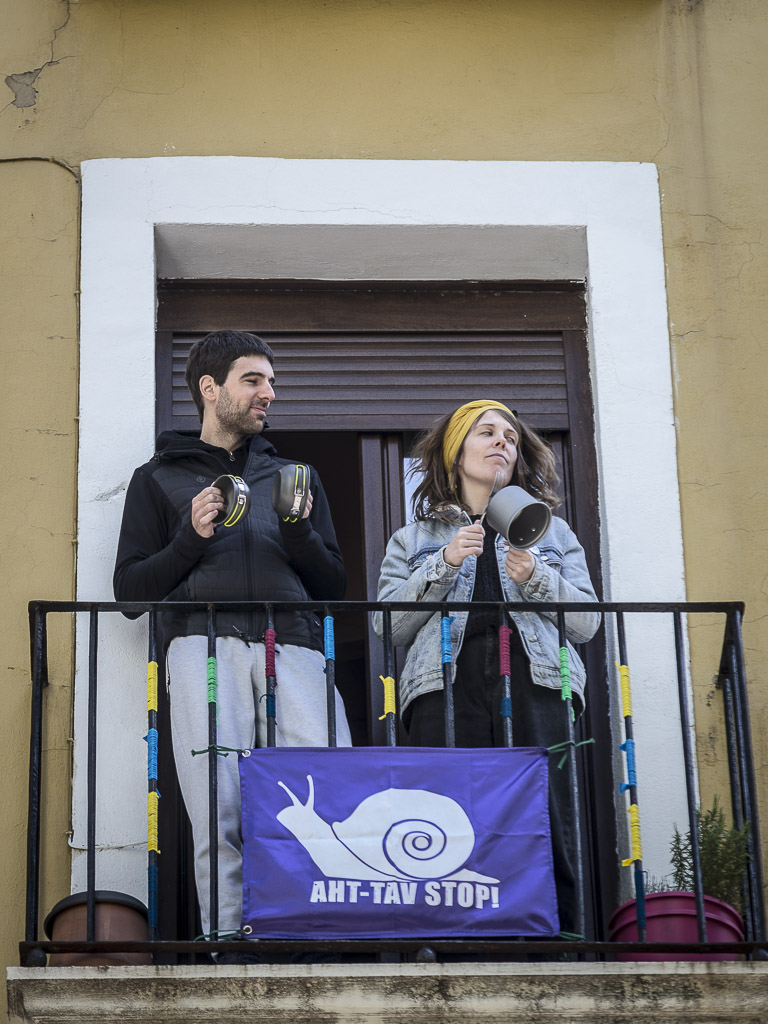
Během karantény se se objevily symboly šneka, vyvěšované některými krajně levicovými sympatizanty, jako gesto protestu proti přítomnosti armády v ulicích Pamplony.

9. března vláda Madridu (region s největším počtem případů) přijala mimořádná opatření. Jednalo se o zavření škol na 15 dní, od 11. do 26. března a přenesení výuky pokud možno na Internet. Téhož dne baskická vláda oznámila stejné opatření v obci Vitoria od 10. března.
10. března nařídila centrální španělská vláda okamžité zrušení všech letů z Itálie do Španělska do 25. března. 10. března vláda v La Rioja schvaluje stejná opatření jako vláda Madridu, rovněž s platností od 11. března.